# Von Hartmansdorff
von Hartmansdorff är en svensk adelsätt som sedan år 1990 är utslocknad på svärdssidan men fortlever på spinnsidan.

## Historik
Ätten härstammar från Pasewalk och Rügen, Pommern i nuvarande Tyskland, som hörde till Sverige från Westfaliska freden 1648. Den tillhörde borgarskapet, tills hovrättsrådet i Wismar, Mathæus Hartmann (1641–1690) adlades 1683 av Karl XI med namnet von Hartmansdorff. Året innen han adlats hade han för Sveriges räkning varit sändebud till kurfurstendömet Sachsen. Ätten introducerades 1743 på Sveriges riddarhus med nummer 1 861 med den förste av ättens medlemmar som var bosatt i Sverige, den föregåendes sonson Joachim Christoffer von Hartmansdorff, som blev major vid Jönköpings regemente. Hans hustru, Johanna Margareta Bogeman född i adlesätten Bogeman, var Bureättling. Från dem härstammar alla senare medlemmar av ätten.
En av deras söner, Christoffer Ægidus von Hartmansdorff, förlorade sin tjänst efter misstankar om delaktighet i mordet på Gustaf III. Han bosatte sig i Finland men fick inga efterkommande. Han upptogs på Finlands riddarhus och var dess direktör.
En sonson till Joachim von Hartmansdorff och Johanna Bogeman var August von Hartmansdorff.

## Personer med efternamnet von Hartmansdorff
- August von Hartmansdorff (1792–1856), ämbetsman och politiker
- Christoffer Svante von Hartmansdorff (1771-1818), militär
- Christoffer Ægidius von Hartmansdorff (1742–1818), militär

## Släktträd (urval)
Tabellnummer enligt Elgenstierna angivna i parentes
- Joakim Christoffer von Hartmansdorff (1696–1762), major, introcuderad på Riddarhuset (4)
  - Christoffer Ægidius von Hartmansdorff (1742–1818), major  (4f)
  - Adolf Fredrik von Hartmansdorff (1744–1795), kornett {7)
    - Christoffer Svante von Hartmansdorff (1771–1818), överste, senare släktled härstammar från honom (8)

  - Jakob Baltzar von Hartmansdorff (1752–1811), kaptens grad (11)
    - August von Hartmansdorff (1792–1856), ämbetsman och politiker